# Parapinnixa affinis
Parapinnixa affinis är en kräftdjursart som beskrevs av Edward Morell Holmes 1900. Parapinnixa affinis ingår i släktet Parapinnixa och familjen Pinnotheridae. IUCN kategoriserar arten globalt som starkt hotad. Inga underarter finns listade i Catalogue of Life.